# توماس مردوخ (سياسي)
توماس مردوخ هو سياسي أسترالي، ولد في 15 مارس 1868، وتوفي في 29 يونيو 1946. انتخب عضو المجلس التشريعي التاسماني ‏.